# Serranillos del Valle
Serranillos del Valle község Spanyolországban, Madrid tartományban. Serranillos del Valle Moraleja de Enmedio, Griñón, Cubas de la Sagra, Ugena, Carranque és Batres községekkel határos. Lakosainak száma 4634 fő (2024).

## Népesség
A település népessége az utóbbi években az alábbiak szerint változott:
| Lakosok száma | 901  | 2457 | 3169 | 3417 | 3631 | 3957 | 3967 | 4165 | 4509 | 4634 |
|               | 2001 | 2004 | 2007 | 2009 | 2012 | 2014 | 2017 | 2019 | 2022 | 2024 |